# Oceanobdella alba
Oceanobdella alba is een ringworm uit de familie van de Piscicolidae. De wetenschappelijke naam van de soort is voor het eerst geldig gepubliceerd in 1996 door Epshtein & Utevsky.